# Кореопсисовые
Кореопсисовые (лат. Coreopsideae) — триба цветковых растений подсемейства Астровые (Asteroideae) семейства Астровые (Asteraceae).

## Роды
По данным National Center for Biotechnology Information, триба включает в себя следующие роды:
- Bidens L. — Череда
- Chrysanthellum Pers.
- Coreocarpus Benth.
- Coreopsis L. — Кореопсис typus
- Cosmos Cav. — Космея
- Dahlia Cav. — Георгина
- Dicranocarpus A.Gray
- Ericentrodea S.F.Blake
- Fitchia Hook.f.
- Glossogyne Cass.
- Goldmanella Greenm.
- Henricksonia B.L.Turner
- Heterosperma Cav.
- Hidalgoa La Llave
- Isostigma Less.
- Megalodonta Greene
- Narvalina Cass.
- Oparanthus Sherff
- Petrobium R.Br.
- Selleophytum Urb.
- Thelesperma Less.